# 행정보조자
행정보조자는 공무수탁사인과 유사한 개념으로 기술적 이행보조자(독립한 행정보조자)와 종속적 행정보조자(Verwaltungshilfe)로 나뉜다. 행정업무의 집행을 수행하는 사인이라는 점에서는 공무수탁사인과 유사하나, 독립적인 행정권한이 없고 법률관계의 대외적 행정주체가 될 수 없다는 점에서 공무수탁사인과 다르다.

## 참고 문헌
- 김철용, 행정법 2(김철용)(제5판), 박영사. (ISBN 9788910513230)[쪽 번호 필요]